# コガタコガネグモ
コガタコガネグモ Argiope minuta はコガネグモ科のクモの1種。コガネグモに似て、やや小柄で腹部の黒い帯に赤っぽい帯が入り交じる。

## 特徴
体長は雌が10mm程度、雄が5mmほど。形態的にはチュウガタコガネグモに似ている。詳細はその種を参照されたい。
背甲は地色が黄色でその背面にある溝である頸溝、放射溝、中窩は褐色になっており、それ以外の部分にも淡い褐色の斑紋があるが、その全体が白い毛に密に被われているために生体では見て取り難い。下顎、下唇は褐色。胸板は黒く、その中央に黄白色の斑紋がある。歩脚は褐色で黒い環状の斑紋がある。腹部の背面は前半部では金色の鱗が一面にあり、その真ん中に1本、細い黒帯が横に走る。後半は黄色の横帯を隔てて2本の幅広い褐色の横帯があるが、その黒い帯の中に赤色の横帯が入っている。成体ではこの帯の色の濃い個体と薄い個体がある。腹部の下面は地色が黒で、両側に白い縦筋模様があり、その内側に3対の白い点が前後に並んでいる。

## 生態など
平地から山地までの森林や里山に生息し、民家や神社などの周辺でもよく見られる。建物の壁面や生け垣、樹木や草の間に網を張る。網は標準的な円網で垂直に張られる。隠れ帯は網の中央にX字型のものをつけるか、その一部を省略した形でつける。
成虫は8-10月に見られ、産卵は9-10月頃。網から離れた場所に不規則に糸を張った「網」を作り、そこに淡褐色の卵嚢を1-3個つける。個々の卵嚢には300-800個の卵が入っている。ふ化した幼虫は卵嚢内に留まったままで越冬し、春になって出てくる。

## 分布
日本では本州、四国、九州と南西諸島に見られ、国外では台湾、韓国、中国からバングラデシュまで知られる。

## 類似種など
コガネグモ属は日本に本種を含めて7種があり、雌ではその模様などで容易に判別できる。雄は小さく特徴が明らかでないので生殖器に頼らねばならない。雌の特徴としてはこの属ではかなり小さいものであること、腹部背面の前の方の黒い帯がないこと、赤っぽい模様が入り交じることなどである。ただしムシバミコガネグモ A. aetheroides は本種に似た斑紋を持つ。この種は本州以南にすみ、本種よりかなり大きくなる点で区別は容易であるが、南西諸島では本種に大きくなる個体があり、区別が難しい場合がある。その場合には生殖器の形態を見る必要がある。